# Kameralamt Stuttgart
Das Kameralamt Stuttgart war eine Einrichtung des Königreichs Württemberg, die im Amtsbezirk Besitz und Einkommen des Staates verwaltete. Es bestand von 1806 bis 1922 in Stuttgart. Das Kameralamt wurde im Rahmen der Neuordnung der Staatsfinanzverwaltung im Königreich Württemberg geschaffen.

## Geschichte
Während von 1806 bis 1843 nur ein Stadtkameralamt Stuttgart vorhanden war, wurde 1843 das Kameralamt Weil im Schönbuch als besonderes Landkameralamt nach Stuttgart verlegt. Schließlich fand 1860 die Vereinigung beider Kameralämter zu einem Kameralamt Stuttgart statt. 
Gemäß Verfügung vom 6. Mai 1837 hat das Kameralamt Stuttgart vom Kameralamt Leonberg den Ort Botnang übernommen.
Durch Verordnung vom 6. März 1843 wurde das Kameralamt Weil im Schönbuch als Landkameralamt nach Stuttgart verlegt. Gleichzeitig hat das Stadtkameralamt Stuttgart vom Kameralamt Cannstatt das zum Forstamt Leonberg gehörige Revier Hohenheim übernommen. Das Landkameralamt Stuttgart dagegen hat übernommen:
- vom Kameralamt Eßlingen die Gemeinden Bernhausen, Birkach, Harthausen, Heumaden, Kemnat, Obersielmingen, Ruit und Untersielmingen,
- vom Stadtkameralamt Stuttgart die Gemeinden Botnang, Degerloch, Feuerbach und Gaisburg,
- vom Kameralamt Sindelfingen die Gemeinden Kaltental, Möhringen, Rohr und Vaihingen.

Abgetreten wurden:
- an das Kameralamt Sindelfingen die Gemeinden Altdorf, Breitenstein, Holzgerlingen, Neuweiler, Schönaich, Weil im Schönbuch sowie das zum Forstbezirk Tübingen gehörige Forstrevier Weil im Schönbuch,
- an das Kameralamt Reuthin die Gemeinde Hildrizhausen,
- an das Kameralamt Tübingen die Gemeinde Dettenhausen.

Die Vereinigung des Stadt- und Landkameralamts Stuttgart erfolgte laut Verfügung des Finanzministeriums vom 26. März 1860. Zugleich wurde dem Kameralamt die Verrechnung der Forst- und Jagdgefälle der Reviere Neuenhaus und Waldenbuch übertragen.